# Força Esports
Força esports va ser un programa de ràdio sobre esports presentat per Santi Carreras (tot i que el primer any va ser presentat per Lluís Canut), entre 1987 i 2007, amb voluntat poliesportiva i amb atenció especial als esportistes catalans i els equips del país.

## Tertúlies
El programa va comptar amb tertúlies amb esportistes i exesportistes els dilluns i els divendres.
Els dilluns, els habituals a la tertúlia eren Carme Lluveras (entrenadora de bàsquet), Pepito Ramos (exjugador i entrenador de futbol), Joan Creus (entrenador i exjugador de bàsquet) i Carles Folguera (exporter d'hoquei patins del FC Barcelona i de l'Igualada i director de La Masia).
Els divendres els tertuilians anaven rotant. Hi participaven sovint: Sergi Barjuan (exjugador del FC Barcelona), Rafa Jofresa (exjugador de bàsquet), Toni Esteller (entrenador de l'equip del CN Barcelona de waterpolo), Daniel Vàzquez Sellés (escriptor), Isidre Oliveras de la Riva (expresident de la Federació Internacional de patinatge), Pep Marí (psicòleg de l'esport), Mar Sanromà (seleccionadora femenina de waterpolo), Mauritz Hendricks (seleccionador d'hoquei herba), Paco Flores (entrenador de futbol), Jordi Camps (seleccionador català d'hoquei patins), Ramon Maria Calderé (exjugador del FC Barcelona i entrenador de futbol), Valero Rivera (entrenador d'handbol), Pere Gratacós (seleccionador català de futbol), Edu Torres (entrenador de bàsquet), Julià García (entrenador de futbol) i Xavi Arnau (entrenador d'hoquei herba).